# Административное здание мельницы братьев М. И. и И. И. Елицеров
Административное здание мельницы братьев М.И. и И.И. Елицеров — отреставрированное здание на Будённовском проспекте, 33, (по другим источникам — Будённовский проспект, 35), которое располагается в исторической части города Ростова-на-Дону. Относится к объектам культурного наследия регионального значения. Контора мельницы была построена в конце XIX века. В некоторых источниках упоминается, как контора мельницы И. А. Супрунова.

## История

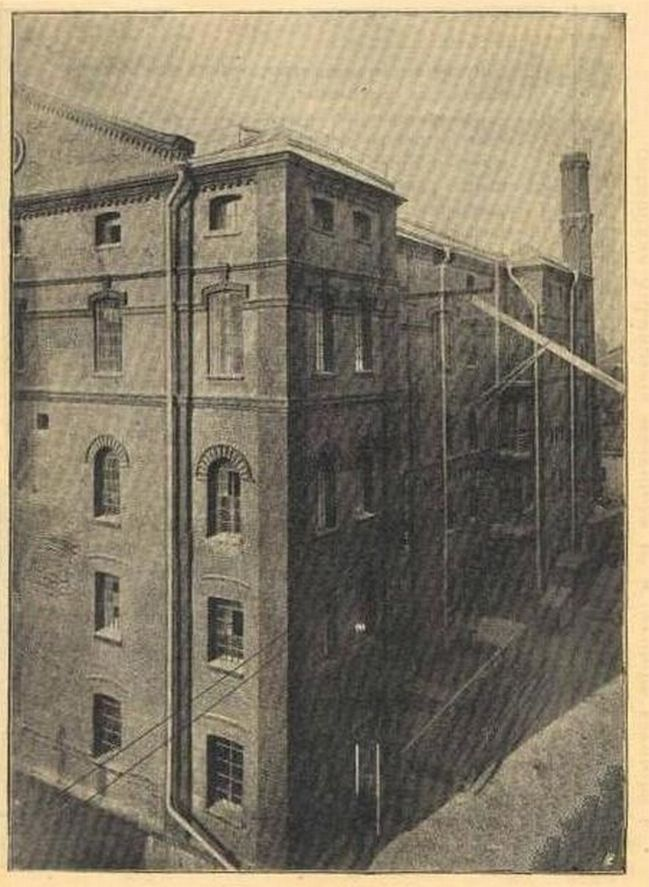
Производственное здание мельницы. Между 1890 и 1917 годами.

В месте, где построена мельница Супрунова, в 1863 году было сделано перекрытие проспекта Байковским мостом. В 1884 году многие участки территории, которая прилегала к мосту, были выкуплены горожанами. Одним из них был М. И. Елицер, который приобрел участок, что примыкает к западной стороне проспекта. В 1890-х годах им был построен комплекс паровой мельницы, которые состоял из конторы в два этажа и производственных строений. Еще одним собственником этих строений считался брат М. И. Елицера — И. И. Елицер.
В 1904 году недвижимость перешла в распоряжение И. А. Супрунова. На первом этаже размещалась мельница, а на втором этаже проживали служащие. В 1940-х годах производственные постройки мельницы были разрушены, а крыша конторы значительно повреждена. Но после окончания войны проведенный ремонт позволил использовать здание для жилья и магазинов.
В XXI веке фасад здания по личной инициативе восстановил Карп Баблоянц, потратив на реализацию идеи свыше 3 миллионов рублей. За сохранение исторического облика Ростова-на-Дону он получил награду — памятную медаль «185 лет Байкову Андрею Матвеевичу». Во время проведения реставрационных работ в 2012 году фасад дома был очищен от краски, вследствие чего обнажили старую кладку и вернули дому практически тот вид, который у него был в начале XX века.

## Описание
Дом принадлежит к числу памятников архитектуры, созданных в русском стиле. Особенностью здания является выразительность архитектурных решений. Во время строительства был использован прием раскреповки — центральная и крайние раскреповки были сильно декорированы. Здание состоит из двух этажей, для его строительства использовали красный кирпич.